# Tahtay Adiyabo (woreda)
Tahtay Adiyabo est un des 36 woredas de la région du Tigré.